# Conseil privé (Restauration)
Pour les articles homonymes, voir conseil privé.
 (janvier 2023).
Si vous disposez d'ouvrages ou d'articles de référence ou si vous connaissez des sites web de qualité traitant du thème abordé ici, merci de compléter l'article en donnant les références utiles à sa vérifiabilité et en les liant à la section « Notes et références ».
Le conseil privé est une institution de la monarchie constitutionnelle française au moment de la Restauration. 
Le conseil privé n’est pas mentionné dans la Charte de 1814. Il a été créé par une simple ordonnance du roi Louis XVIII datée du 19 septembre 1815 et avait donc une force juridique simplement réglementaire. 
Ce conseil devait réunir autour du roi les princes du sang et les ministres d'État. Ces derniers étaient désignés à son gré par le souverain. Toutefois, la tradition voulait que les ministres qui quittaient leurs fonctions reçoivent le titre de ministre d’État, de sorte que ne pas le faire à l’égard de tel ancien ministre apparaissait comme un geste politique. 
Ce conseil aux attributions floues s’est en fait assez rarement réuni. 
S’il rappelle par son nom le Conseil des parties de l’Ancien Régime (connu aussi sous le nom de conseil privé), il ne doit pas être confondu avec lui, car il n’en a ni la composition ni le rôle. Le conseil privé de la Restauration n’exerçait en particulier aucune fonction judiciaire. 
La principale fonction judiciaire du conseil privé de l’Ancien Régime était alors assumée par la Cour de Cassation. 